# Patinella multicentra
Patinella multicentra is een mosdiertjessoort uit de familie van de Lichenoporidae. De wetenschappelijke naam van de soort is voor het eerst geldig gepubliceerd in 1955 door Kluge.